# Marathon de New York 2007
Navigation
Édition précédente Édition suivante
Le Marathon de New York de 2007 est la 38e édition du Marathon de New York aux États-Unis qui a eu lieu le dimanche 4 novembre 2007. C'est le cinquième et dernier des World Marathon Majors à avoir lieu en 2007. Le Kényan Martin Lel remporte la course masculine avec un temps de 2 h 9 min 4 s et signe son deuxième succès dans cette épreuve après 2003. La Britannique Paula Radcliffe s'impose chez les femmes en 2 h 23 min 9 s.

## Résultats

### Hommes
| Rang | Athlète             | Nationalité    | Temps           |
| ---- | ------------------- | -------------- | --------------- |
|      | Martin Lel          | Kenya          | 2 h 09 min 04 s |
|      | Abderrahim Goumri   | Maroc          | 2 h 09 min 16 s |
|      | Hendrick Ramaala    | Afrique du Sud | 2 h 11 min 25 s |
| 4    | Stefano Baldini     | Italie         | 2 h 11 min 58 s |
| 5    | James Kwambai       | Kenya          | 2 h 12 min 25 s |
| 6    | Ruggero Pertile     | Italie         | 2 h 13 min 01 s |
| 7    | Stephen Kiogora     | Kenya          | 2 h 13 min 41 s |
| 8    | Marilson dos Santos | Brésil         | 2 h 13 min 47 s |
| 9    | Olexandr Kuzin      | Ukraine        | 2 h 14 min 01 s |
| 10   | William Kipsang     | Kenya          | 2 h 15 min 32 s |

### Femmes
| Rang | Athlète           | Nationalité | Temps           |
| ---- | ----------------- | ----------- | --------------- |
|      | Paula Radcliffe   | Royaume-Uni | 2 h 23 min 09 s |
|      | Gete Wami         | Éthiopie    | 2 h 23 min 32 s |
|      | Jeļena Prokopčuka | Lettonie    | 2 h 26 min 13 s |
| 4    | Lidiya Grigoryeva | Russie      | 2 h 28 min 37 s |
| 5    | Catherine Ndereba | Kenya       | 2 h 29 min 08 s |
| 6    | Elva Dryer        | États-Unis  | 2 h 35 min 15 s |
| 7    | Robyn Friedman    | États-Unis  | 2 h 39 min 19 s |
| 8    | Tegla Loroupe     | Kenya       | 2 h 41 min 48 s |
| 9    | Melisa Christian  | États-Unis  | 2 h 41 min 57 s |
| 10   | Alvina Begay      | États-Unis  | 2 h 42 min 36 s |

### Fauteuils roulants (hommes)
| Rang | Athlète | Nationalité | Temps |
| ---- | ------- | ----------- | ----- |
|      |         |             |       |
|      |         |             |       |
|      |         |             |       |

### Fauteuils roulants (femmes)
| Rang | Athlète | Nationalité | Temps |
| ---- | ------- | ----------- | ----- |
|      |         |             |       |
|      |         |             |       |
|      |         |             |       |